# Пендикспор
«Пендикспор» (тур. Pendik Spor Kulubu) — турецкий профессиональный футбольный клуб из стамбульского района Пендик, основанный в 1950 году. Один из старейших спортивных клубов страны, ранняя история клуба восходит к 1927 году. Домашние матчи проводит на местном стадионе «Пендик» (Pendik Stadyumu) вместимостью около 2500 зрителей. В сезоне 2022/23 впервые в своей истории получил повышение в Суперлигу — высший дивизион турецкого футбола.

## История
Официально зарегистрирован с 1950 года, на профессиональном уровне выступает с сезона 1983/1984 гг., до этого — только в любительских лигах. В сезоне 2021/2022 повысился стал чемпионом Второй лиги и поднялся в Первую, а уже через год — занял третье место в таблице Первой лиги и после победы в финале плей-офф впервые в своей истории получил повышение в Суперлигу.

## Символика
Цвета клуба — красный и белый, символизирующие страсть и чистоту. Девиз клуба — «Biz Pendiksporuz» («Мы — Пендикспор»).

## Стадион
Стадион «Пендик» был построен в 1975 году и реконструирован в 2008 году. Его вместимость составляет около 2500 зрителей, из которых 1500 — сидячие места. Стадион имеет искусственное освещение и поле с натуральной травой. На стадионе также находятся тренажёрный зал, раздевалки, медицинский кабинет и кафетерий.

## Болельщики
Болельщики Пендикспора называют себя «Пендиклилер» («Пендикцы») и относятся к ультрас-движению. Они славятся своей преданностью и поддержкой команде в любых обстоятельствах. Основная группировка болельщиков — «Pendik Gençlik» («Пендикская молодёжь»), основанная в 1994 году. Она имеет свои символы, песни, флаги и баннеры. Болельщики Пендикспора дружат с болельщиками Анкарагюджю и Карабюкспора, а также поддерживают дружеские отношения с болельщиками других клубов из Стамбула. Соперниками болельщиков Пендикспора являются болельщики Тузласпора, Картальспора и Малтепеспора.

## Достижения
- Первая лига Турции по футболу
  - 3-е место: 2022/2023
- Вторая лига[англ.]:
  - Чемпион: 2021/2022
- Третья лига[англ.]:
  - Чемпион (2): 1997/1998, 2003/2004